# Добычина, Надежда Евсеевна

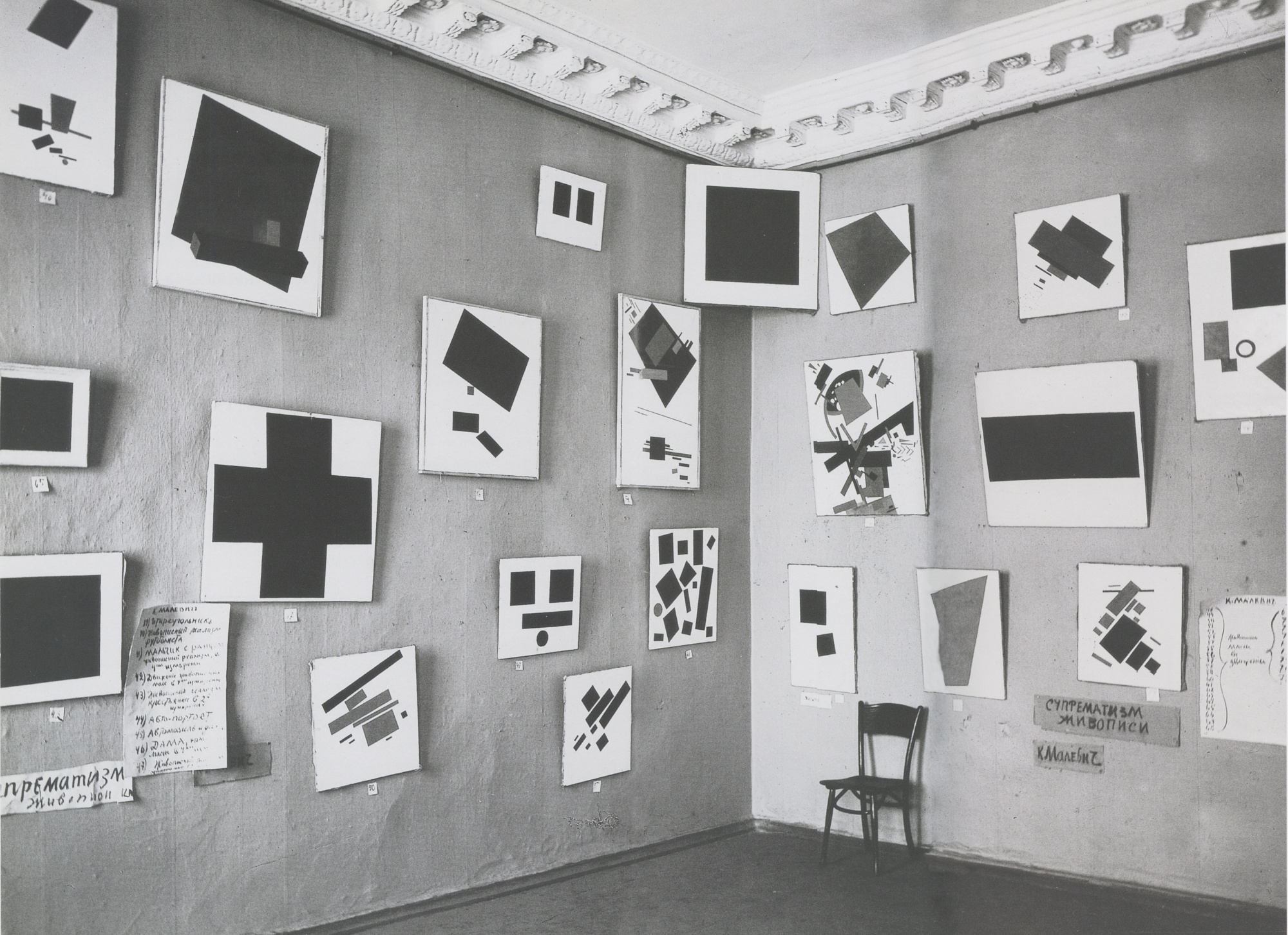
Единственная сохранившаяся фотография выставки. Видно 21 работу из 39.

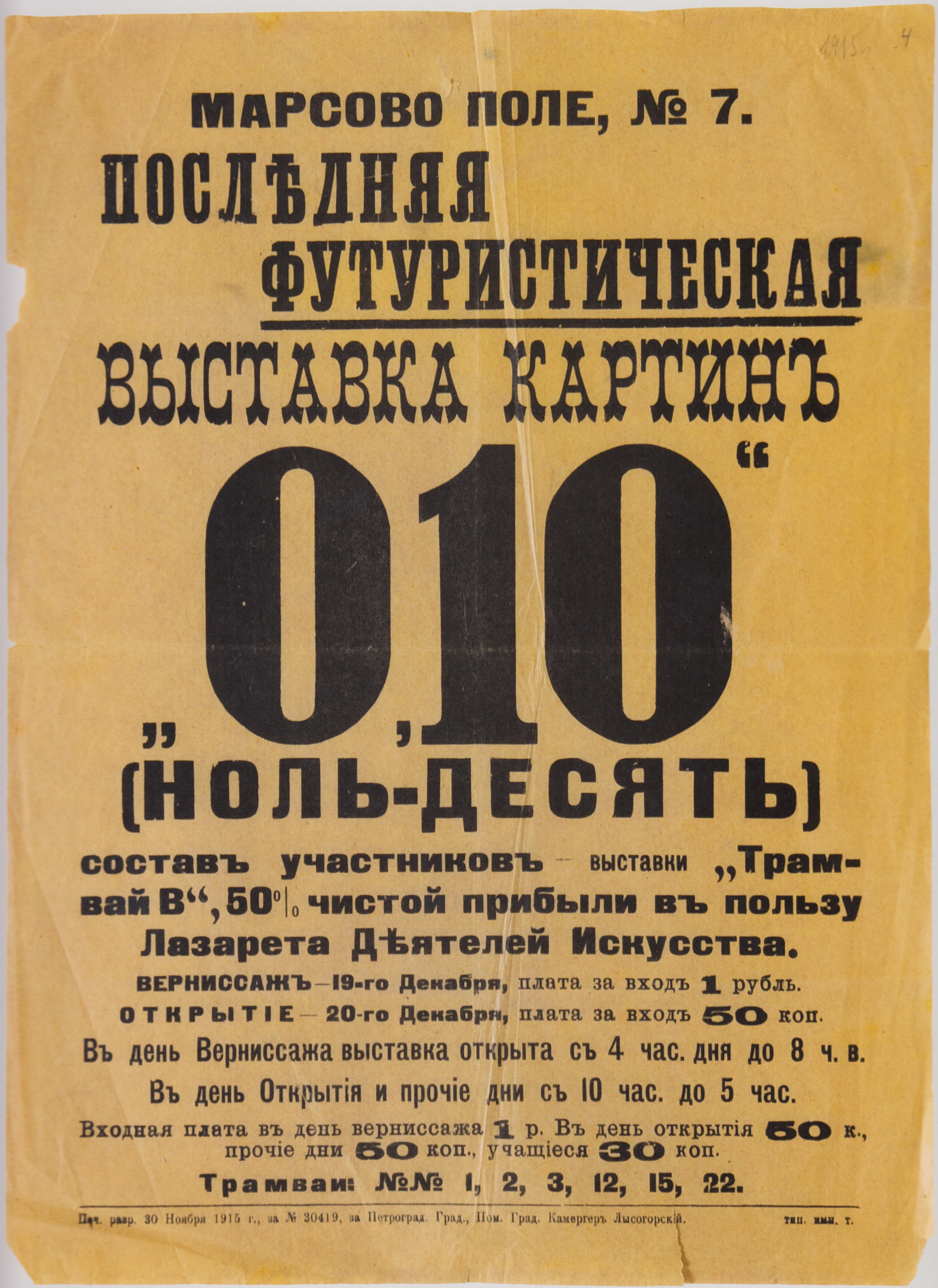
Реклама выставки (частная коллекция, Цюрих)

Надежда Евсеевна Добычина (урождённая Фишман; 28 октября (10 ноября) 1884, Орёл — 1 февраля 1950, Москва) — первая российская профессиональная галеристка; музейный работник. Основательница и руководитель «Художественного бюро Н. Е. Добычиной»

## Биография
В 1903—1909 годах училась на биологическом отделении Курсов П. Ф. Лесгафта при Санкт-Петербургской биологической лаборатории. Осенью 1911 года основала «Художественное бюро Н. Е. Добычиной» для посредничества между художниками и публикой по сбыту картин и исполнению художественных заказов. С октября 1913 года бюро располагалось в здании частного банка («Русский для внешней торговли банк», набережная реки Мойки, 63), с ноября 1914 года — в Доме Адамини на углу набережной реки Мойки и Марсова поля.
В Художественном бюро Н. Е. Добычиной в 1913 году работала Студия В. Э. Мейерхольда. Состоялись выставки объединения «Мир искусства» (1915—1917), «Выставка левых течений в искусстве» (апрель — май 1915), «Последняя футуристическая выставка картин 0,10», где демонстрировался «Чёрный квадрат» К. С. Малевича (декабрь 1915 — январь 1916), посмертная выставка Н. И. Кульбина (июнь 1918) и другие.
В годы войны бюро выступило одним из организаторов Лазарета деятелей искусства (под городским номером 93). 26 октября — 7 декабря 1914 года в Художественном бюро Н. Е. Добычиной состоялась «Выставка картин в пользу Лазарета деятелей искусства», в которой приняли участие 66 художников всех направлений. Бюро устраивало музыкальные концерты, спектакли, литературные вечера. В начале 1919 года (?) деятельность бюро прекратилась. 
Н. Е. Добычина работала в различных музеях. В 1930—1940 годах была заведующей Художественно-промышленной школой, сотрудником Русского музея в Ленинграде. После переезда в Москву — в Музее Революции.
В 1920 году Александр Головин написал портрет Надежды Добычиной, хранящийся в Русском музее.
Похоронена на Востряковском еврейском кладбище в Москве.